# Macrosiphum zionense
Macrosiphum zionense är en insektsart som beskrevs av Frank Hall Knowlton 1935. Macrosiphum zionense ingår i släktet Macrosiphum och familjen långrörsbladlöss. Inga underarter finns listade i Catalogue of Life.